# Abracadabra (album van Steve Miller Band)
Abracadabra is het twaalfde studioalbum van de Amerikaanse band Steve Miller Band. Het album werd in 1982 uitgebracht door Mercury Records in Europa en Azië, door Capitol Records in de Verenigde Staten en door PolyGram Do Brasil in Brazilië. De titel van het album verwijst naar de gelijknamige toverspreuk. Op de voorkant van de albumhoes staat een tekening van een linkeroog. Met Abracadabra sloeg de band een andere muziekrichting in, meer richting pop. Er zijn drie singles getrokken uit dit album: het gelijknamige titelnummer, "Cool Magic" en "Give It Up". Abracadabra behaalde de albumhitlijsten in negen landen. 

## Tracklist[2]
| Nr. | Titel                  | Duur |
| --- | ---------------------- | ---- |
| 1.  | Keeps Me Wondering Why | 3:43 |
| 2.  | Abracadabra            | 5:10 |
| 3.  | Something Special      | 3:35 |
| 4.  | Give It Up             | 3:37 |
| 5.  | Never Say No           | 3:15 |

| Nr. | Titel              | Duur |
| --- | ------------------ | ---- |
| 1.  | Things I Told You  | 3:15 |
| 2.  | Young Girl's Heart | 3:34 |
| 3.  | Goodbye Love       | 2:55 |
| 4.  | Cool Magic         | 4:23 |
| 5.  | While I'm Waiting  | 3:25 |

## Musici
- Steve Miller - zang, gitaar en synclavier
- John Massaro - gitaar
- Kenny Lee Lewis – gitaar
- Norton Buffalo - harmonica
- Byron Allred - keyboard
- Gary Mallaber - drums, percussie en toetsen